# Київський рентгенівський інститут
Київський рентгенівський інститут — наукова та медична установа, що існувала в Києві у 1920—1934 роках. Є попередником Національного інституту раку.
Бере свій початок від «Комісії допомоги пораненим рентгенівським дослідженням», що була заснована в Києві 1914 року під час Першої світової війни.
Формально створений 7 червня 1920 року Київським губернським відділом охорони здоров'я. У складі інституту були:
- діагностичний відділ
- терапевтичне відділення
- рентгенофізична лабораторія
- рентгенофізична майстерня

Також існувала адміністративно-господарська частина.
Першим директором інституту став Юрій Тесленко-Приходько.
У 1923 році рентгенофізична лабораторія була перетворена на рентгенофізичний відділ на чолі з Володимиром Роше. У 1924 році був створений відділ експериментальної біології та медицини під керівництвом Олексія Кронтовського.
1925 року інститут був перетворений на Київський рентгенорадіологічний інститут, а структура зазнала таких змін:
- рентгенодіагностичний відділ
- рентгентерапевтичний відділ (у його складі - кабінети поверхневої, напівглибокої й глибокої терапії)
- фізико-технічний відділ (у складі - дозиметрична станція, ремонтно-монтажна майстерня)
- відділ експериментальної біології та медицини (у складі - біологічна та патологоанатомічна лабораторії)
- навчальна частина

Крім того була розгорнута клінічна база при Жовтневій лікарні на 12 ліжок.
1930 року перейменовано на Другий Український державний рентгенологічний та радіологічний інститут. При цьому було створено онкологічний диспансер. 1931 року від інституту було відокремлено вакуум-лабораторію, склодувну та механічну майстерні.
1934 року було перейменовано на Київський рентгенорадіологічний та онкологічний інститут, до якого було додано хірургічний та гінекологічний стаціонар на 50 ліжок.
Серед відомих вчених інституту: Григорій Биховський, Вадим Іванов, Володимир Тучкевич, Анатолій Александров, Олександра Смирнова-Замкова, П. Р. Бережанський, Моїсей Магат, Микола Воскресенський.